# Koksik
Koksik – koks występujący w jednej z następujących szczególnych form:
- sortyment koksu o średnicy ziarn 0-10 mm (potocznie również pył koksu) – główne zastosowania: 
  - w energetyce jako samodzielne paliwo lub w mieszankach,
  - w metalurgii żelaza jako jeden z surowców w procesie spiekania (aglomeracji) rudy (pożądana granulacja koksiku 0,5-3 mm, niższa powoduje wzrost stężenia CO w spalinach);
- w kotłach, w reaktorach zgazowania: ziarnka pyłu węglowego (lub innego paliwa, biomasy), zwykle o średnicy < 5 mm, które uległy odgazowaniu w wysokiej temperaturze, więc zawierają węgiel elementarny i substancję mineralną (popiół);  koksik, który nie zdążył się całkowicie spalić bądź zgazować, porwany przez przepływające gazy, powoduje straty spalania bądź zgazowania i zanieczyszcza gazy wylotowe; taki koksik może zawierać znaczną ilość popiołu;
- produkt uzyskiwany laboratoryjnie przez odgazowanie próbki odpowiednio rozdrobnionego węgla (czasami w mieszaninie z obojętnym materiałem rozcieńczającym); w niektórych metodach badania spiekalności węgla (dla koksownictwa) rozumiany jako ciało o określonej wielkości i określonym kształcie uzyskanym podczas ogrzewania w znormalizowanym naczyniu.